# Torkild Hinrichsen
Torkild Hinrichsen (* 17. März 1948 in Hamburg) ist ein deutscher Kunsthistoriker und ehemaliger Direktor des Altonaer Museums.
Er studierte Kunstgeschichte, Vor- und Frühgeschichte und Archäologie in Hamburg, wo er anschließend eine Assistentenstelle in Kunstgeschichte innehatte. Seit 1979 wissenschaftlicher Angestellter am Altonaer Museum, ging er von 1980 bis 1986 als stellvertretender Direktor ans Museum für Kunst und Kulturgeschichte in Dortmund. Dort war er verantwortlich für eine Neuaufstellung der Sammlung. 1986 kehrte er als stellvertretender Direktor und Hauptkustos der Schau- und Studiensammlung, der Abteilung Allgemeine Kulturgeschichte sowie der Außenstelle Rieck-Haus ans Altonaer Museum zurück. Als die dort seit Ende 2004 amtierende Direktorin Bärbel Hedinger zurückgetreten war, wurde er 2007 ihr Nachfolger. In seine 2013 endende Amtszeit fiel der letztlich erfolgreiche Kampf gegen die vom Senat Ahlhaus (CDU) 2010/11 geplante Schließung des Museums.

## Auszeichnungen
- 2013: Ritterkreuz des Dannebrogordens[3]